# Riadh Nahdi
Riadh Nahdi (arabe : رياض النهدي), né au Kef, est un acteur tunisien. Il est le neveu de Lamine Nahdi.

## Filmographie

### Télévision
- 1986 : Si Zahwani de Lamine Nahdi
- 1996 : El Khottab Al Bab de Slaheddine Essid, Ali Louati et Moncef Baldi : Abouda
- 2006 : Le Kiosque de Belgacem Briki et Moncef El Kateb : Battiha
- 2016 : Dima Ashab d'Abdelkader Jerbi : Nafaa
- 2018 : Familia Lol de Nejib Mnasria : Jamel El Ayech
- 2021 : L'Espion de Rabii Tekali : Makram

### Cinéma
- 2021 :
  - Anestou Hannibal de Mohamed Ali Nahdi et Akram Mag
  - Semblables de Habib Mestiri et Mohamed Naceur Nefzaoui

### Théâtre
- 2006 : Moukh el Hadhra, texte de Moncef Kateb et mise en scène de Belgacem Briki[1]
- 2010 : El Barrani Ala Barra de Moez Toumi
- 2012 : Saufs résidents, texte et mise en scène de Moez Toumi[2],[3]

### Vidéos
- 1989 et 2014 : spots publicitaires pour la margarine Jadida